# Calcografia
La calcografia o stampa calcografica è un sistema di stampa a incisione su lastra di rame o zinco.
Le prime notizie su questa tecnica di stampa risalgono al 1450, quando a Firenze l'orafo Maso Finiguerra per primo adoperò un procedimento inverso rispetto alla tecnica xilografica.

## Tecniche di stampa calcografica
Le tecniche di stampa calcografica si suddividono in tecniche dirette (incisione diretta della matrice) e indirette (incisione della matrice attraverso un bagno acido, che va a corrodere la superficie e a formare di conseguenza il tratto).
Le tecniche dirette sono il bulino, la puntasecca e la maniera nera.
Le tecniche indirette sono l'acquaforte, l'acquatinta, l'acquatinta allo zucchero, il metodo a lavis e la ceramolle.

### Puntasecca
Consiste nell'incidere la propria opera su una lastra di rame o zinco con uno strumento chiamato "punta" (un ago d'acciaio molto appuntito, dotato di un manico di legno e usato come una matita).

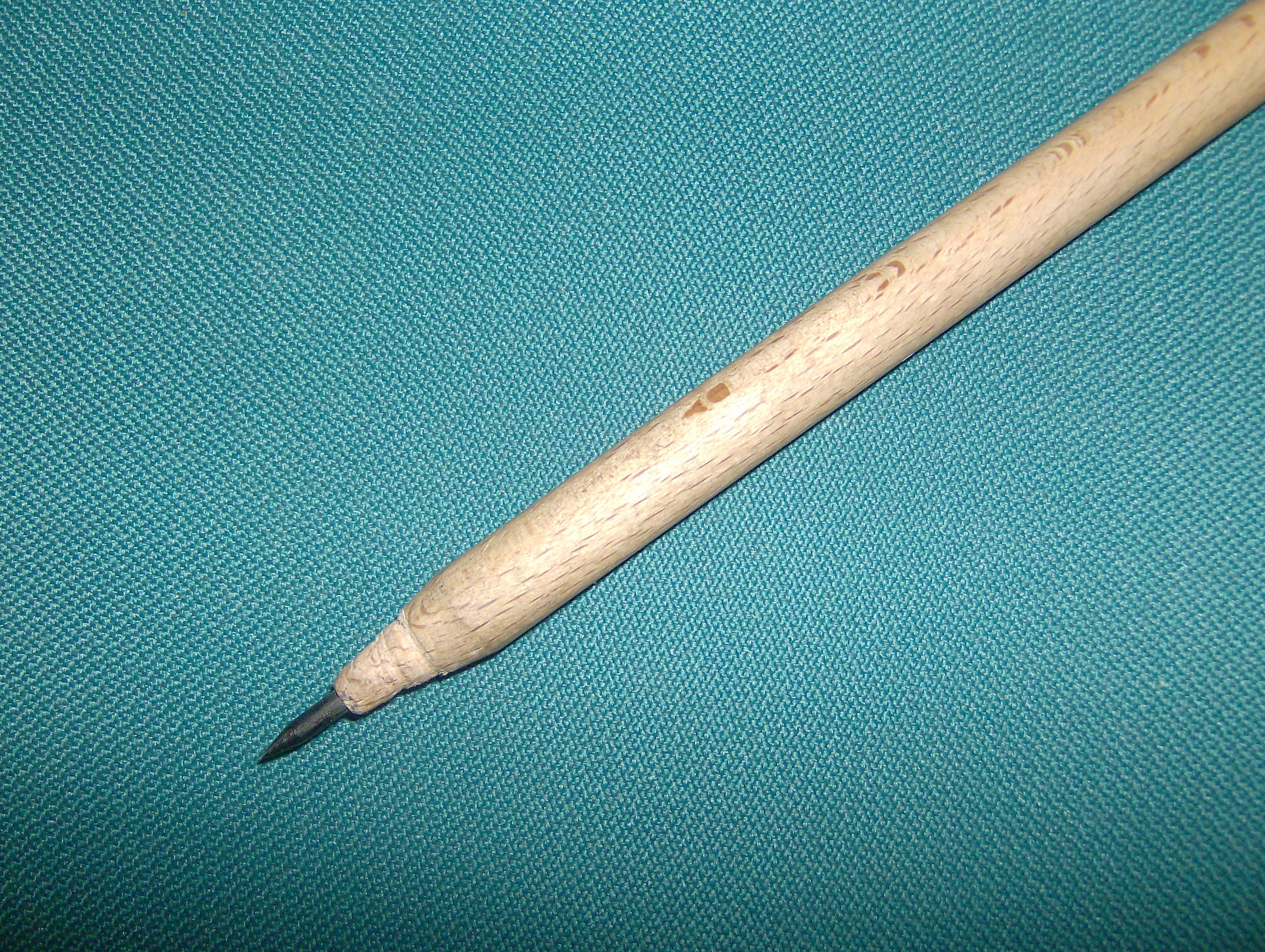
Matita utilizzata per incisione in puntasecca.

Una volta incisa, la lastra viene inchiostrata e poi ripulita affinché l'inchiostro rimanga solo nelle parti precedentemente incise, dopo di che viene collocata sul torchio calcografico che permette la stampa.
Tra i primi maestri e caposcuola si può citare Andrea Meldolla detto lo Schiavone.

### Acquaforte
La lastra di zinco viene ricoperta da un sottile strato di cera d'api, oppure bitume o vernice satinata. Successivamente, con un qualsiasi strumento a punta, si asporta il materiale protettivo affinché restino scoperte le parti che poi verranno stampate; dopo di che, affinché non venga corroso,  si isola il retro della lastra con comune nastro adesivo e la si immerge in acquaforte (come veniva anticamente chiamata la miscela formata da tre parti d'acqua e una di acido nitrico).
L'acquaforte, con un'azione chiamata "morsura", corrode le parti della lastra rimaste senza protezione. La lastra deve rimanere in acido per un tempo proporzionato al tipo di segno desiderato: più lunga sarà la morsura, più scuri saranno i segni.
A meno che non sia fatto di proposito, cioè per dare uno specifico effetto artistico all'opera, se la lastra rimane per troppo tempo nell'acquaforte la morsura potrebbe arrivare a bucarla; viceversa, se il tempo di morsura è eccessivamente breve, il segno potrebbe non essere sufficientemente profondo e quindi la stampa non sarà possibile.
Tolta la lastra dall'acido, bisogna asciugarla ed eliminare il nastro adesivo e la cera, dopo di che viene inchiostrata, ripulita e messa al torchio.
Questo lavoro viene eseguito manualmente e deve essere ripetuto per ogni esemplare.
Il procedimento per le lastre di rame è analogo, l'acido utilizzato nella morsura è però il percloruro ferrico, che ha tempi di morsura più lunghi.
Si ottiene un'ottima resa con un sistema misto calcografia-offset.
Questa tecnica fu utilizzata con successo da Dürer e dal Parmigianino, che può essere considerato il vero e proprio caposcuola in Italia.
Importante fu il lavoro svolto dalla famiglia De Rossi, dal Seicento al 1738, quando l'insieme delle loro lastre venne incorporato nella Calcografia Camerale, che nel 1870 cambiò il nome in Calcografia Reale e successivamente in quello di Calcografia Nazionale.
Giorgio Morandi (1890 - 1964) e Luigi Bartolini (1892 - 1963) sono stati i maggiori acquafortisti italiani del Novecento.

## Fotocalcografia
Le tecniche foto-calcografiche usano la fotografia per trasferire l'immagine, mediante una gelatina sensibile, su una lastra metallica (in genere di rame o di zinco) che sarà successivamente incisa ad acido. Esse sono: 
- la fotoincisione;
- la rotocalcografia (procedimento di stampa dove l'inchiostro è trasferito da un cilindro inciso ad un supporto; è un'evoluzione tecnica della calcografia, in quanto utilizza una macchina rotativa con cilindri incisi, ottenuti foto-meccanicamente con la tecnica del retino);
- la fotocalcografia.

Mentre le prime due utilizzano un retino litografico con cui i punti —  a geometria regolare seppure a dimensione variabile — ricostruiscono sulla lastra i mezzi toni dell'immagine, nella fotocalcografia questi punti provengono dal trasferimento fotografico sul rame di un'immagine a tono continuo (cioè senza retino), a cui viene sovrapposta una "nevicata" finissima di bitume in polvere. Questo crea un mosaico uniforme di punti che viene successivamente fatto fondere riscaldando la lastra stessa.
Attraverso gli interstizi che rimangono liberi tra questi punti di bitume (che costituiscono una sorta di retino asimmetrico meglio detto "riserva"), l'acido mordente incide sulla lastra un reticolo di incavi che si differenziano sia per profondità che per dimensione in base al tono da riprodurre (esattamente come per la tecnica di incisione "all'acquatinta"). Questo doppia qualità dell'incavo è impossibile da raggiungere utilizzando il retino geometrico, mediante il quale i punti incisi variano la loro dimensione ma sono tutti di uguale profondità. Ripulita la superficie del rame dal bitume e dalla gelatina sensibile, gli incavi riceveranno l'inchiostro da stampa; il risultato è un visibile aumento della qualità finale della stampa ottenuta da tale "matrice" al bitume.
La stampa si effettua inchiostrando e ripulendo a mano questa matrice per ogni singola copia e premendola fortemente sotto un torchio a rulli, a contatto con un'apposita carta "da incisione" opportunamente inumidita. Su questa, i bordi del rame lasciano la caratteristica "battuta", un tratto ribassato rispetto alla superficie della carta, dovuto alla forte pressione del torchio. Dato che la generazione della stampa avviene meccanicamente, mentre il trasporto dell'immagine da incidere sulla lastra è eseguito fotograficamente, il procedimento rientra tra quelli cosiddetti foto-meccanici (foto-calco, foto-lito, foto-tipo).